# فکیرهت
فکیرهت (به لاتین: Fakirhat) یک منطقهٔ مسکونی در بنگلادش است که در ناحیه باگرهات واقع شده‌است. فاکرهات ۱۶۰٫۶۸ کیلومتر مربع مساحت و ۱۲۳٬۹۵۶ نفر جمعیت دارد.